# Bartha Adorján
Bartha Adorján (Porcsalma, 1923. december 15. – Budapest, 1996. május 27.) magyar állatorvos. A Phylaxia-Sanofi Oltóanyagtermelő Rt. igazgatóságának tagja, valamint az MTA Mikrobiológiai, Járványügyi és Oltóanyag Bizottságának tagja volt. A Magyar Tudományos Akadémia levelező tagja (1993).

## Életpályája
Szülei: Bartha Ferenc és Szebeni Margit voltak. 1943–1948 között az Állatorvostudományi Egyetem hallgatója volt, ahol Manninger Rezső oktatta. 1949–1956 között az Állatorvostudományi Egyetem tanársegéde, 1956–1968 között adjunktusa, 1968–1974 között docense volt. 1970-ben a WHO Komparatív Virológiai Program, 1973-ban a Nemzetközi Vírustaxonómiai Bizottság (ICTV) herpeszvírus csoportjának, 1974-ben az adenovírus csoport vezetőségi tagja volt. 1975–1990 között a Magyar Tudományos Akadémia Állatorvostudományi Kutatóintézetének tudományos tanácsadója, 1991–1994 között igazgatója, 1995-től haláláig kutatóprofesszora volt. 1988-tól címzetes egyetemi tanár volt.

## Munkássága

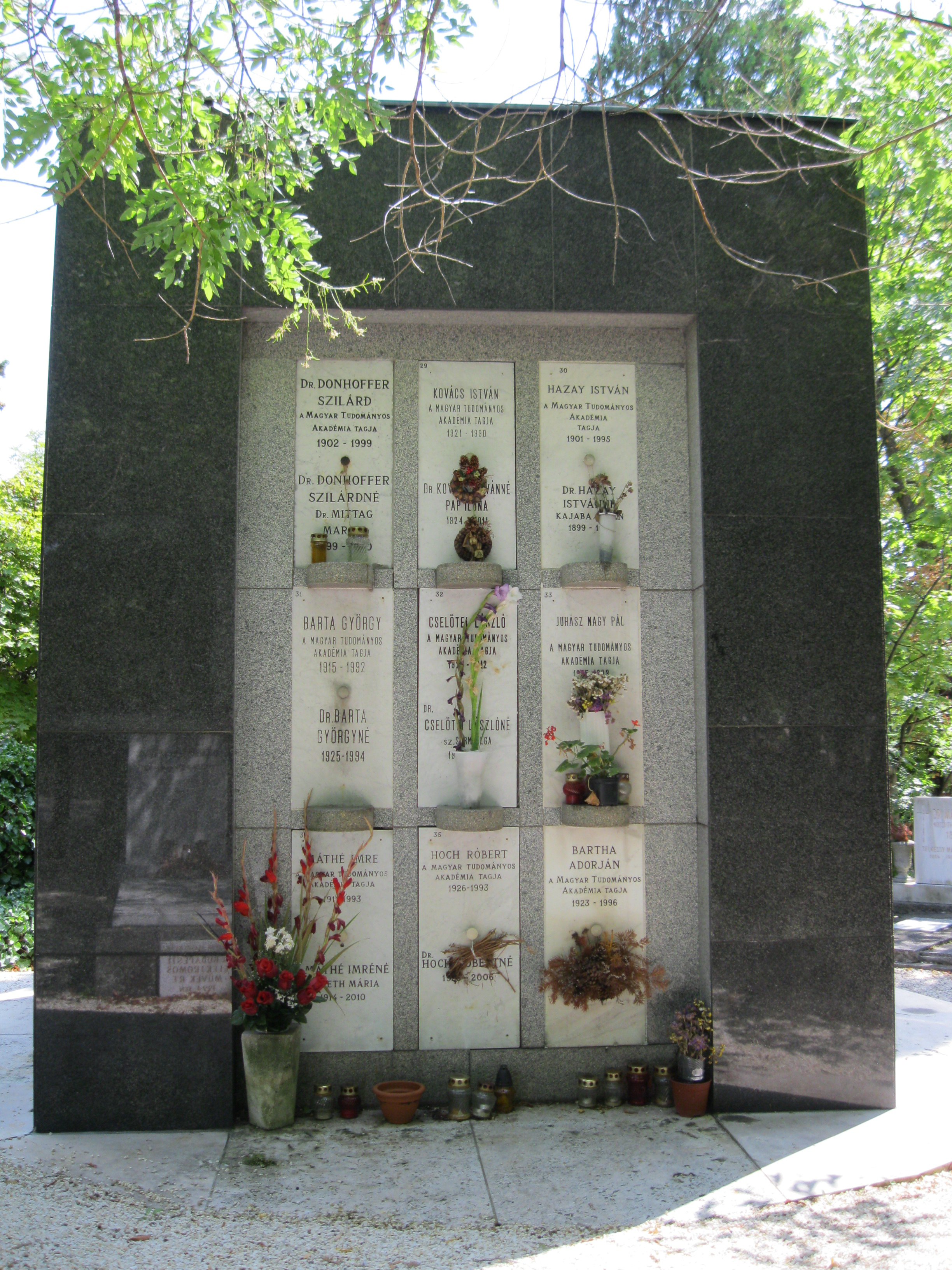
A Farkasréti temető Urnaháza. Itt található Bartha Adorján urnafülkéje is

Kutatási területe a virológia, az adeno- és herpeszvírusok voltak. Elsőként dolgozta ki 1961-ben az Aujeszky-betegség elleni vakcinát, aktív immunizálási módszert a borjak adenovírusos pneumo-enteritisze, a szarvasmarhák fertőző rhinotracheitisze, a lovak vírusos abortusza, a tyúkok EDS nevű betegsége és a kutyák parvovírusos enteritisze ellen.

## Munkái
- A movár herpesvírus (BHV-4) tulajdonságai és állategészségügyi jelentősége : akadémiai székfoglaló : 1993. szeptember 22. (1995)

## Magánélete
1952-ben házasságot kötött Vargha Máriával. Két gyermekük született: Tibor (1961) és Marica (1965).

## Díjai, kitüntetései
- Az állatorvostudományok kandidátusa (1959)
- Az állatorvostudományok doktora (1981)
- Manninger Rezső Emlékérem (1985)
- Akadémiai Díj (1990)
- Széchenyi-díj (1995)